# Zerfließende Gallertträne
Die Gelbe oder Zerfließende Gallertträne (Dacrymyces stillatus, auch Dacryomyces stillatus) ist eine sehr häufige Pilzart aus der Familie Gallerttränenverwandten (Dacrymycetaceae).

## Merkmale

### Makroskopische Merkmale
Die Fruchtkörper sind anfangs knopf- bis walzenförmig, 1–2 mm breit und orange bis satt rotgelb getönt. Später färben sie sich goldgelb bis weißlich gelb und wachsen auf 3–6 mm am Substrat an. Sie fließen meist mit benachbarten Fruchtkörpern zusammen (Name!) und besitzen entsprechende Höcker und Furchen. Die Konsistenz ist weich gallertig. Im eingetrockneten Zustand bilden sie eine kaum erkennbare, dünne Haut von gelb- bis rötlich brauner Farbe. Bei feuchter Witterung zerfließen die Fruktifikationen.

### Mikroskopische Merkmale

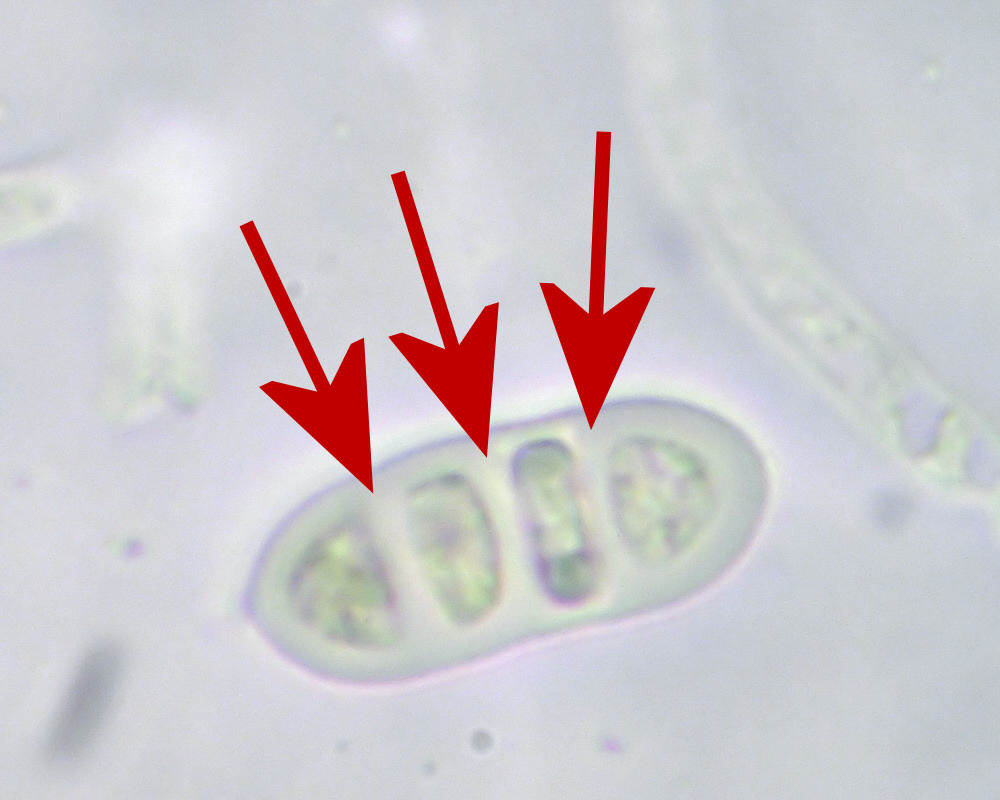
Septierte Spore der Zerfließenden Gallertträne mit dicken Zellwänden

Die Hyphen der jungen Fruchtkörper bilden Konidien, die mit 8–30 × 3–5 Mikrometern eine zylindrische bis elliptische Form besitzen, ein- bis mehrzellig und farblos bis gelblich gefärbt sind. Die Basidien mit den Sporen entwickeln sich erst bei älteren Exemplaren. Letztere sind farblos, lang-elliptisch geformt und besitzen eine glatte Oberfläche. Sie weisen im reifen Zustand bis zu drei Septen auf, an deren Stellen die Sporen eingeschnürt erscheinen. Sie messen 10–16 (18) × 5–6,5 (7) µm. Manchmal sind kleinere, seitlich gebildete Nebensporen vorhanden. Die Zellwände sind an allen Stellen deutlich verdickt. Die Hyphen besitzen keine Schnallen.

## Artabgrenzung
Innerhalb der Gattung gibt es einige Arten, deren Fruchtkörper der Zerfließenden Gallertträne ähneln. Wird sie zusammen mit ihrem orangefarbenen Konidienstadium angetroffen, ist die Bestimmung makroskopisch recht zuverlässig. Sonst sind die dickwandigen, bis zu dreimal septierten Sporen charakteristisch.

## Ökologie
Die Zerfließende Gallertträne ist in allen Wald- und Forstgesellschaften, auch in Parks und Gärten, zu finden. Besonders häufig ist sie in Nadelwäldern an Fichtenholz anzutreffen. Der Pilz lebt als Saprobiont an be- und entrindeten Stämmen, Ästen und Zweigen, aber auch an verbautem Holz. Er besiedelt das Substrat in der Initial- bis zur frühen Finalphase der Vermorschung. Er ist das ganze Jahr über zu finden, fällt allerdings nur bei feuchter Witterung auf.

## Verbreitung
Die Zerfließende Gallertträne ist fast kosmopolitisch anzutreffen. Neben Nord-, Mittel- und Südamerika und Europa ist sie auch in weiten Teilen Asiens, in Nord-, Ost- und Südafrika sowie in Australien, Tasmanien und Neuseeland verbreitet. In Europa ist der Pilz meridional bis boreal anzutreffen; nach Norden reicht das Gebiet bis zu den Shetlandinseln und Island. Fast überall ist er dabei gemein und häufig.